# Eupalamus lamentator
Eupalamus lamentator là một loài tò vò trong họ Ichneumonidae.